# Khmérská říše
Khmerská nebo také angkorská říše (khmersky ចក្រភពខ្មែរ, Chakrphup Khmer nebo អាណាចក្រខ្មែរ, Anachak Khmer, v sanskrtu ख्मेर साम्राज्य, អាណាចក្រអង្គរ, Anachak Angkor), ve starém jazyce známé jako Kambuja (starokhmersky កម្វុជ, khmersky កម្ពុជ), bylo od 9. do 14. století největší říší jihovýchodní Asie. Éra khmerské říše je historicky označována jako tzv. Angkorské období. Pod vládou Khmerů se říše rozprostírala na území dnešní Kambodže a části Laosu, Thajska a Vietnamu. Khmerové udržovali kulturní, obchodní a politický kontakt s Jávou a později i se Šrívidžajou. Též postavili několik stovek hinduistických a buddhistických chrámů po celé své říši. Oficiálním náboženstvím byl nejprve hinduismus a mahájánový buddhismus, později buddhismus théravádový.
Hlavním městem byla Jasódharapura (khmersky យសោធរបុរ, v sanskrtu यशोधरपुर), známější dnes pod názvem Angkor, které je pravděpodobně nejvýznamnější památkou z doby khmerské vlády. Bylo vybudováno poblíž jezera Tonlésap a mělo půl milionu obyvatel. 

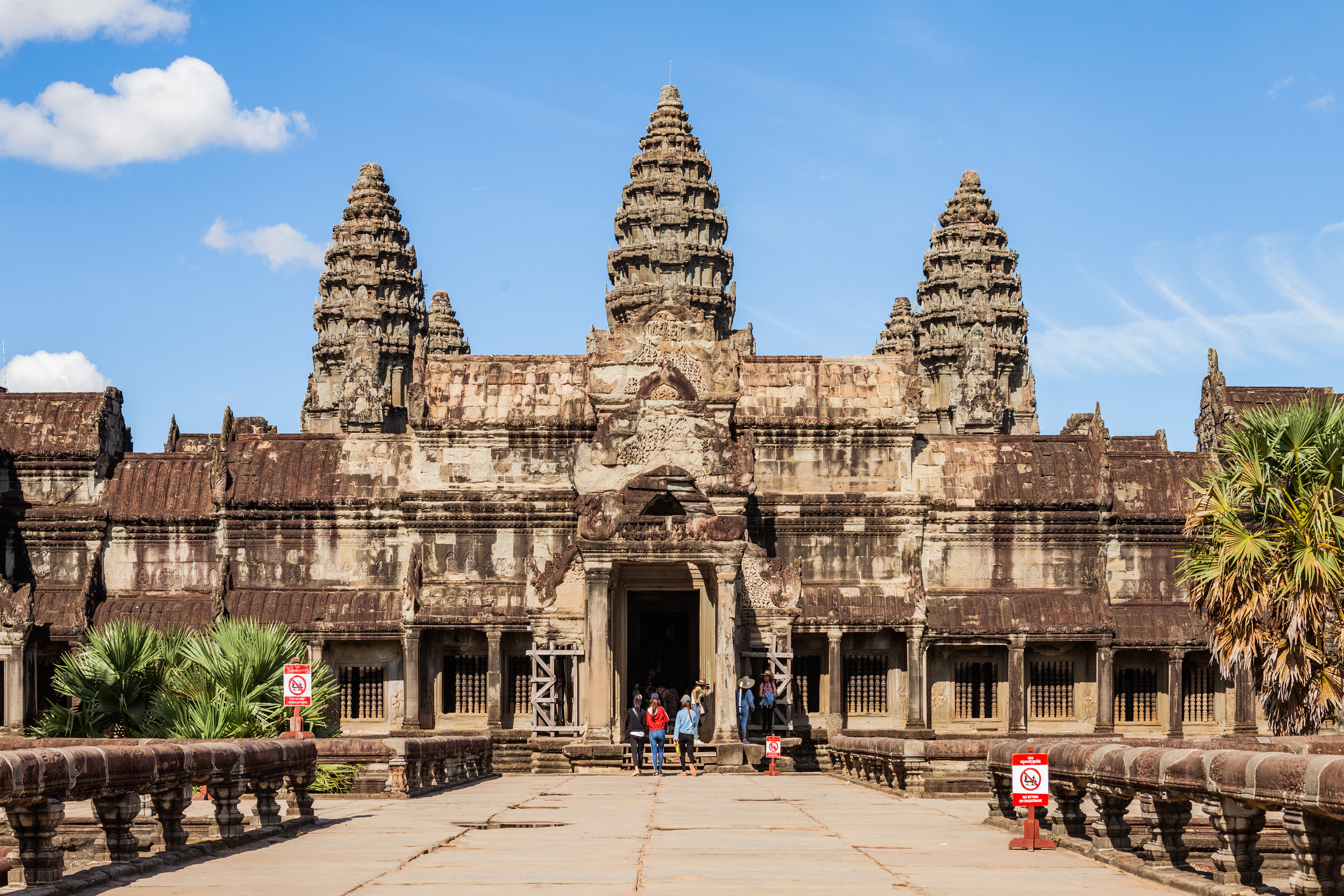
Angkor Vat

Říše dosáhla svého největšího územního rozmachu za krále Súrjavarmana II. (1113–1150), kdy ovládla takřka celou Indočínu. Ve snaze dobýt Đại Việt, Súrjavarman padl v bitvě. Po jeho smrti dochází k nástupnickým sporům a invazi Chamů, která vyvrcholila vypleněním Angkoru roku 1177. Chamy později vytlačil Džajavarman VII. (1181–1219) a říše se vzpamatovala, navíc si podrobil jejich království Čampa. Tento král již nebyl hinduistou, ale vyznával mahájánový buddhismus. Khmerové mimo jiné jako vyznavači mahájánového buddhismu vystavěli více než 900 buddhistických chrámů v Kambodži a sousedním Thajsku. Džajavarman VII. nechal také postavit nové hlavní město Angkor Thom s novým ústředním chrámem zvaným Bayon, který je zdoben obřími kamennými tvářemi, které zřejmě představují Avalókitéšvaru. V důsledku islámská expanze na Indický subkontinent však došlo během 11. století k zániku mahájánového buddhismu v Indii a spolu s ním začala mahájána upadat i v jihovýchodní Asii, kde byla postupně nahrazena théravádou, která se šířila ze Srí Lanky.

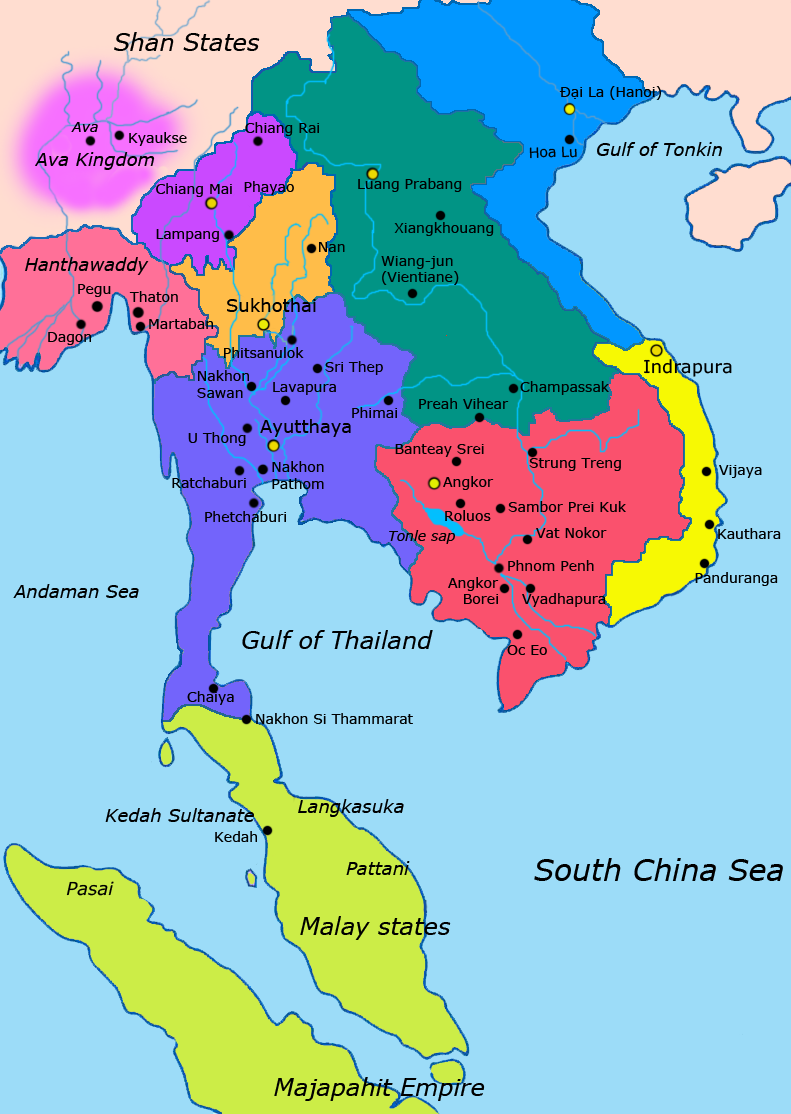
Jihovýchodní Asie v 15. století. Khmerské království červeně, Ajutthaja fialově

Okolo roku 1400 došlo k oslabení khmerské moci a obyvatelstvo se začalo bouřit. Příčiny úpadku khmérské říše jsou stále nejasné. Historikové v 21. století zdůrazňují ekologické aspekty, které mohly v tomto konci sehrát roli, dříve se zdůrazňovaly spíše možné náboženské důvody. Přijetí théravádového buddhismu panovníkem mohlo mít za následek podkopání královské moci, která byla ideologicky stavěna původně na hinduistických základech. V roce 1431 byl Angkor Thom dobyt vojskem sousedního siamského království Ajutthaja a král Ponhea Jat byl nucen uprchnout z Angkoru, což se považuje za definitivní pád khmérské říše a začátek post-angkorského období. Khmérové na tuto událost reagovali přesunutím hlavního města jižněji, nejprve do města Phnompenh a posléze Longvek. Oblast Angkoru se vylidnila a město bylo nadobro zapomenuto. Až v 19. století francouzský přírodovědec Henri Mouhot ve své knize Cesta kolem světa popsal doklady Angkoru a tím obrátil pozornost západu ke khmérské civilizaci.